# Endurance maximale aérobie
L'Endurance maximale aérobie, abrégée EMA, est la vitesse correspondant à la plus grande fraction possible d'utilisation de la Vitesse maximale aérobie (VMA) en fonction de la durée de l'effort. Un sportif peut tenir la VMA maximale entre 4 et 8 minutes. Complémentaire à la VMA, elle permet de courir vite sur de longues distances et pendant de longues périodes. Se baser seulement sur la VMA pour préparer un marathon par exemple, est une erreur puisqu’on ne prend pas en considération que plus on court longtemps, moins on est rapide.  
L'EMA représente l'un des piliers de l'entrainement pour la course à pied. Elle a notamment été théorisée par l'athlète et professeur Bruno Heubi. 

## L'utilité de l'EMA
L'EMA est un outil indispensable dans la préparation de n'importe quel objectif en course à pied. « S'entrainer en connaissant sa VMA sans tenir compte de son indice d'endurance (IE), c'est un peu comme vouloir situer un point en connaissant sa latitude, mais pas sa longitude » illustre Jean-Marc Dewelle. En effet, le travail préparatoire s'axe d'une part sur la vitesse, avec la VMA, et d'autre part, sur l'endurance, avec l'EMA. Travailler son endurance maximale aérobie permet alors de tenir plus longtemps sa vitesse maximale, et donc, de courir plus vite sur de longues distances.
Même si l'EMA est plus spécifiquement adaptée à une discipline telle que la course à pied, elle permet de gagner en endurance dans n'importe quel sport.
Aussi, on retrouve l'EMA dans la détermination de l'allure spécifique. L'allure spécifique est une vitesse où le coureur est à l'aise c'est-à-dire qu'il court dans une vitesse qui lui est familière. Dans la préparation marathon, il est conseillé de s'entrainer à son allure spécifique, soit à la vitesse que l'on veut maintenir durant le marathon, avec un certain confort. En travaillant son allure spécifique, de plus en plus rapide, on travaille aussi son endurance, soit son EMA.

## Détermination de l'EMA
L'EMA se détermine à partir de l'indice d'endurance. L'indice d'endurance est la courbe qui représente la relation entre la VMA (en pourcentage) et le logarithme népérien du temps de course. Cette donnée est exprimée de manière négative puisque la courbe descend (la vitesse diminue en fonction du temps lors d'une course). 

### Déterminer l'IE
Pour déterminer l'indice d'endurance, il faut posséder deux données : la vitesse maximale aérobie ainsi qu'une bonne performance réalisée. Cette performance, pour donner un indice d'endurance le plus précis possible, doit être une sortie comprise entre dix kilomètres et la taille d'un marathon (soit 42,195 kilomètres). 
Pour obtenir l'Indice d'endurance, il faut tout d'abord calculer le pourcentage de la VMA maintenue durant la performance, puis faire la relation suivante :

#### Calcul du pourcentage de VMA
{\displaystyle \%VMA=(Vitesse\ de\ la\ course)\div (VMA\times 100)}

#### Calcul de l'IE
{\displaystyle IE=(\%VMA-100)\div \ln(Temps\ de\ course\div 5)}

### Interprétation du résultat
L'IE est alors un chiffre négatif. Plus ce chiffre se rapproche de zéro, plus l'EMA est bonne, c'est-à-dire qu'une portion élevée de la VMA est maintenue tout au long de la performance. À l'inverse plus ce chiffre se rapproche de zéro, dans les négatifs, moins le coureur maintient sa VMA.
Des graphiques illustrant ces résultats (à savoir l'évolution du pourcentage de la VMA en fonction du temps, mais aussi avec les différents types d'endurance) sont disponibles sur ce site.
On peut alors dresser un tableau avec des ordres de grandeur :
| IE  | Pourcentage de la VMA         | Intensité de la séance d'EMA |
| --- | ----------------------------- | ---------------------------- |
| -12 | EMA à moins de 80 % de la VMA | Très faible                  |
| -10 | EMA à 80 % de la VMA          | Faible                       |
| -8  | EMA à 82-83 % de la VMA       | Moyen                        |
| -6  | EMA à 82-83 % de la VMA       | Élevée                       |
| -4  | EMA à 85 % de la VMA          | Très élevée                  |
| -2  | EMA à 85 % de la VMA          | Maximale                     |

## Comment recourir à l'EMA
Pour travailler l'EMA en course à pied, il faut construire des séances à hauteur de 80 % à 90 % de sa VMA, d'une durée dépendante de son IE. Ces séances peuvent se faire en fractionné ou bien en continu. Une séance de fractionné est caractérisée par un enchainement de séquences physiques et de séquences de repos, les séquences physiques se basent sur un temps ou une distance, à une vitesse fixée (80 % à 90 % de la VMA pour un entrainement axé sur l'EMA). Un entrainement fractionné a de multiples vertus dans la préparation de la course à pied. Parmi toutes, on peut noter la mémorisation de son allure spécifique (soit le travail de l'EMA par le biais d'une vitesse régulière), et l'amélioration de ses capacités physiologiques, cardiologiques et  d'endurance.